# Maïssa Bey
Maïssa Bey   (Ksar Boukhari, 1950) és una escriptora, coneguda per ser l'autora de L'ombre d'un homme qui marche au soleil: Réflexions sur Albert Camus (Chèvre-Feuille Étoilée, 2004)
Va fer estudis de llengua francesa i va treballar com a professora d'aquest idioma al seu país. Actualment és consellera pedagògica de l'Educació nacional. El 1996 es va donar a conèixer com a escriptora amb la novel·la Au commencement était la mer (Éditions Marsa) i des d'aleshores no ha deixat de publicar; s'ha convertit en una de les autores de referència de la literatura algeriana actual. Les seves últimes obres són Pierre, sang, papier ou cendre (Éditions de L'Aube, 2008) i L'Une et l'autre (Éditions de l'Aube, 2009). Sobre Albert Camus va publicar L'ombre d'un homme qui marche au soleil: Réflexions sur Albert Camus (Chèvre-feuille Étoilée, 2004). Profundament implicada amb la realitat social i cultural del seu país, és presidenta i fundadora de l'associació de dones “Paroles et écriture” i ha estat també la fundadora de l'editorial Chèvre-feuille Étoilée, on dirigeix la col·lecció “Les chants de Nidaba”.